# Gaston Leroux
Gaston Louis Alfred Leroux (Parigi, 6 maggio 1868 – Nizza, 15 aprile 1927) è stato un poeta, giornalista e scrittore francese.

## Biografia
Nato a Parigi, da famiglia molto facoltosa, suo padre era un appaltatore di lavori pubblici. Formatosi nella cittadina di Eu, in Alta Normandia, nel 1886 si trasferì a Parigi per studiare giurisprudenza. Leroux rimase orfano a soli vent'anni ed ereditati un milione di franchi li sperperò con noncuranza al gioco d'azzardo. Laureatosi in giurisprudenza, prestò giuramento come avvocato il 22 gennaio 1890 ed esercitò la professione legale per un periodo di circa tre anni, fino al 1893, per poi dedicarsi all'attività di giornalista, scrivendo inizialmente dei resoconti giudiziari per il quotidiano L'Écho de Paris.
Grazie alla sua brillante cronaca del celebre processo contro l'anarchico Auguste Vaillant, attirò l'attenzione di Maurice Bunau-Varilla, direttore del quotidiano Le Matin, che lo volle assumere come cronista giudiziario. Compì numerosi viaggi in qualità di reporter in Francia e all'estero, e scrisse la cronaca della spedizione antartica Nordenskjöld-Larsen. Inviato come cronista in Russia, tra il 1904 e il 1906, ebbe l'occasione di seguire in qualità di testimone oculare i moti del 1905. Si interessò inoltre di critica teatrale, di cronaca giudiziaria, di cronaca nera, e durante la prima guerra mondiale fu corrispondente di guerra e inviato.
Fu indubbiamente, come scrive Giorgio Ghidetti, "un abile giornalista, in possesso di una reale cultura e di un profondo senso dell'osservazione... continuatore di Gaboriau non tanto per l'affinità dei temi letterari, quanto per il medesimo gusto dell'imprevisto, dei travestimenti, delle doppie personalità e delle coincidenze condotte fino al limite del credibile. Le leggi della probabilità non esistono, siamo di fronte a dei veri e propri rompicapo che sollecitano l'intelligenza del lettore e a tutto questo contribuiscono senza dubbio lo stile fin troppo conciso e l'estrema schematizzazione dei personaggi".
Scrittore non solo di romanzi polizieschi, ma anche di avventura sulla scia di Verne, scrisse inoltre libri dell'orrore, come Il fantasma dell'Opera, che venne più volte rappresentato sugli schermi. Inventore del personaggio Joseph Josephin, giornalista-detective, noto come Rouletabille, scrisse nel 1907 un fortunato romanzo poliziesco, Il mistero della camera gialla, che venne giudicato da John Dickson Carr, come scrive Franco Fossati, "uno dei più bei romanzi polizieschi mai pubblicati". Al ciclo investigativo di Rouletabille, Leroux affiancherà, a partire dagli anni venti, una seconda serie di romanzi (cinque in tutto) incentrata sulle peripezie del personaggio dell'evaso Chéri-Bibi, perseguitato dalla legge perché accusato ingiustamente di omicidio.

## Opere

### Le avventure di Joseph Rouletabille
1. 1907 - Il mistero della camera gialla, I Classici de Il Giallo Mondadori n.442
2. 1908 - Il profumo della dama in nero (Le Parfum de la dame en noir, ), Classici del Giallo Economico, Newton
3. 1912 - Rouletabille e lo zar (Rouletabille chez le Tsar)
  - trad. di Anonimo, Milano, Il Romanzo mensile n.10, Corriere della Sera, 1915
  - trad. di Anonimo, Milano, Sonzogno, 1931
  - trad. di Tuckery Capra, in Lo 007 della Belle Epoque, Milano, Garzanti, 1974
  - trad. di Patrizia Tosi, Il Giallo Classico n.34, Milano, Garden Editoriale, 1992
  - trad. di Igor Longo, Il Giallo Mondadori n.2954, giugno 2008
4. 1914 - Il castello nero (Le Château noir)
  - trad. di Carlotta Rotti, Milano, Sonzogno, 1928
  - trad. di Gualtiero Guatteri, Firenze, Nerbini, 1944
  - trad. di Anonimo, Torino, Chiantore, 1949
  - trad. di Flavio Quaranta, Milano, Garzanti, 1969
  - trad. di Pietro Ruggieri, Giulianova, Galaad Edizioni, 2014
5. 1914 - Le strane nozze di Rouletabille (Les Étranges noces de Rouletabille)
  - trad. di Giuditta Rotti, Milano, Sonzogno, 1928
  - trad. di Gualtiero Guatteri, Firenze, Nerbini, 1944
  - trad. di Maria Gallone, in Lo 007 della Belle Epoque, Milano, Garzanti, 1974
  - trad. di Pietro Ruggieri, Giulianova, Galaad Edizioni, 2021
6. 1917 - Rouletabille: missione Krupp (Rouletabille chez Krupp), in Lo 007 della Belle Epoque, trad. di Luciano De Silvestri, Milano, Garzanti, 1974
7. 1921 - Arrestate Rouletabille (Le Crime de Rouletabille), Il Giallo Mondadori n. 2929
8. 1922 - Rouletabille tra i gitani (Rouletabille chez les Bohémiens), trad. di Angelo Petrella, Il Giallo Mondadori Big n.2, novembre 2023

### Le avventure di Chéri-Bibi
- 1913 - Chéri-bibi
- 1913 - Chéri-Bibi et Cécily
- 1921 - La nouvelle aurore : Palas et Chéri-Bibi & Fatalitas!
- 1925 - Il colpo di stato di Cheri-Bibi (Le coup d'état de Chéri-Bibi), Sonzogno

### Altri romanzi
- 1897 - Le petit marchand de pomme de terre frites
- 1897 - Un homme dans la nuit
- 1902 - Les trois souhaits
- 1902 - Une petite tête
- 1903 - La double vie de Théophraste Longuet
- 1908 - Le roi mystère
- 1908 - Scritto in lettere di fuoco (L'homme qui a vu le diable) - raccolto in Storie macabre, Newton Compton
- 1909 - Le lys
- 1909 - La poltrona maledetta [3] (Le fauteuil hanté), Sellerio (ISBN 978-88-389-1364-8)
- 1910 - La reine de Sabbat
- 1910 - Il fantasma dell'Opera (Le fantôme de l'Opéra), Arnoldo Mondadori Editore (ISBN 978-88-04-45444-1)
- 1911 - Balaoo
- 1911 - Una storia terribile (Le dîner des bustes) - raccolto in Storie macabre, Newton Compton, La cena dei busti - in Racconti terrificanti, ABEditore, 2024
- 1912 - L'ascia d'oro (La hache d'or) - in Racconti terrificanti, ABEditore, 2024
- 1912 - L'épouse du soleil
- 1913 - Première aventures de chéri-Bibi
- 1916 - La colonne infernale
- 1916 - Confitou
- 1916 - L'uomo che torna da lontano (L'homme qui revient de loin) - Gialli Nerbini
- 1917 - Le capitaine Hyx - La bataille invisible
- 1920 - Tue-la-mort
- 1920 - Il cuore rubato (Le coeur cambriolé)
- 1921 - Le sept de trèfle
- 1923 - L'automa insanguinato La macchina per uccidere (La poupée sanglante - La machine à assassiner) Romantica mondiale Sonzogno
- 1924 - Il Natale del piccolo Vincent-Vincent (Le Noël du petit Vincent-Vincent) - in Racconti terrificanti, ABEditore, 2024
- 1924 - Il mistero dei quattro mariti (Not'Olymp) - raccolto in Storie macabre, Newton Compton
- 1924 - Le Tenebrose Sangue sulla Neva (Les ténébreuses: La fin d'un monde & du sang sur la Néva) Romantica mondiale Sonzogno
- 1924 - Il figlio di tre padri (Hardis-Gras ou le fils des trois pères) Romantica mondiale Sonzogno
- 1924 - La coquette punie ou la farouche aventure
- 1924 - La donna con il collare di velluto (La femme au collier de velours) - raccolto in Storie macabre, Newton Compton, La dama dal collier di velluto, in Racconti terrificanti, ABEditore, 2024
- 1925 - La mansarde en or
- 1926 - I mohicani di Babele (Les Mohicans de Babel), Romantica mondiale Sonzogno
- 1927 - Les chasseurs de danses
- 1927 - Mister Flow
- 1990 - Pouloulou (postumo)

## Filmografia
Film tratti dai suoi romanzi.
- 1913 - Chéri-Bibi
- Balaoo, regia di Victorin-Hippolyte Jasset - cortometraggio (1913)
- 1914 - La dernière incarnation de Larsan
- 1914 - Les premières aventures de Chéri Bibi
- 1914 - Rouletabille
- 1916 - Alsace (da una sua pièce teatrale)
- 1916 - Il fantasma dell'Opera (Das Phantom der Oper)
- 1917 - L'homme qui revient de loin (adattato da Leroux stesso)
- 1919 - La nouvelle aurore
- Il mistero della camera gialla (The Mystery of the Yellow Room), regia di Émile Chautard (1919)
- 1920 - Tue-la-mort
- 1921 - Le sept de trèfle
- 1922 - Il était deux petits enfants
- 1923 - Rouletabille chez les bohémiens
- Il fantasma dell'Opera (The Phantom of the Opera), regia di Rupert Julian (1925)
- The Lily, regia di Victor Schertzinger - da Le Lys (1926)
- The Wizard, regia di Richard Rosson - da Balaoo (1927)
- 1930 - Le mystère de la chambre jaune
- 1931 - Cheri-Bibi
- Il fantasma di Parigi (The Phantom of Paris) - da Chéri-Bibi
- 1931 - Le parfum de la dame en noir
- 1932 - Rouletabille aviateur
- 1932 - Repülö arany
- La maschera di cera (Mystery of the Wax Museum), regia di Michael Curtiz - da Il museo delle cere (1933)
- 1936 - Mister Flow
- 1938 - Chéri-Bibi
- 1942 - Dr. Renault's Secret - da "Balaoo"
- Il fantasma dell'Opera (Phantom of the Opera), regia di Arthur Lubin (1943)
- 1947 - El misterio del cuarto amarillo - da "Il mistero della camera gialla"
- [1947 - Rouletabille joue et gagne
- 1948 - Rouletabille contre la dame de pique
- 1949 - L'Homme qui revient de loin
- 1949 - Le Mystère de la chambre jaune
- Il vendicatore folle (Le Parfum de la dame en noir), regia di Louis Daquin (1949)
- La maschera di cera (House of Wax) - da Il museo delle cere
- 1955 - Cheri-Bibi (Il forzato della Guiana) - da "Chéri-Bibi"
- 1960 - El hacha de oro - miniserie da "La hache d'or"
- 1960 - El fantasma de la ópera - miniserie
- 1962 - El muñeco maldito - miniserie
- 1962 - Il fantasma dell'Opera (The Phantom of the Opera)
- 1965 - Le Mystère de la chambre jaune - film TV
- 1966 - Rouletabille - telefilm
- 1970 - Le Fauteuil hanté - film TV
- 1970 - Le Coeur cambriolé - film TV da "Il museo delle cere"
- 1972 - L'homme qui revient de loin - miniserie
- 1974 - Chéri-Bibi - telefilm
- 1974 - Il fantasma del palcoscenico (Phantom of the Paradise), regia di Brian De Palma - liberamente tratto da Il fantasma dell'Opera
- Il vendicatore di Corbillères (La Poupée sanglante) - miniserie
- 1981 - La double vie de Théophraste Longuet - film TV
- 1983 - Il fantasma dell'Opera (The Phantom of the Opera) - film TV
- 1983 - L'homme de la nuit - miniserie
- 1985 - Le collier de velours - film TV da "La donna con il collare di velluto"
- 1986 - Le coeur cambriolé - film TV da "Il museo delle cere"
- 1987 - The Phantom of the Opera - prodotto per l'home video
- 1988 - Le dîner des bustes - da "Una storia terribile"
- 1989 - Il fantasma dell'Opera (The Phantom of the Opera)
- 1990 - Il fantasma dell'Opera (The Phantom of the Opera) - Film TV
- 1990 - Il fantasma dell'Opera (The Phantom of the Opera) - Film TV
- 1991 - Le roi Mystère
- 1991 - O fantasma da Ópera - miniserie
- 1992 - Phantom of the Ritz - da "Il fantasma dell'Opera"
- M.D.C. - Maschera di cera - da Il museo delle cere
- 1998 - Il fantasma - da "Il fantasma dell'Opera"
- 1998 - Il fantasma dell'Opera
- 2003 - Il mistero della camera gialla (Le mystère de la chambre jaune), regia di Bruno Podalydès
- 2004 - Il fantasma dell'Opera (The Phantom of the Opera)
- 2005 - Le parfum de la dame en noir
- 2005 - La maschera di cera (House of Wax) - da "Il museo delle cere"